# 마쓰모토 나기
마쓰모토 나기(일본어: 松本 凪生, 2001년 9월 4일~)는 일본의 축구 선수이다.

## 구단 경력
그는 2020년 J1리그의 세레소 오사카에 입단했다. 2021년 J2리그의 도치기 SC로 임대 이적했다. 2022년부터 2023년까지 방포레 고후와 몬테디오 야마가타에서 뛰었다. 2025년 세레소 오사카로 복귀했다. 2025년 3월 J2리그의 사간 도스로 이적했다.